# بلدية بريلي
بلدية بريلي هي بلدية في لاتفيا، بلغ عدد سكانها 9,561  نسمة وذلك حسب إحصائيات سنة 2017.

## التقسيمات الإدارية
- Aizkalne Parish [الإنجليزية]‏.

## أعلام
- ريموندس فايكوليس